# Bühl (Weitnau)
Bühl (mundartlich: Bil) ist ein Gemeindeteil der Marktgemeinde Weitnau im bayerisch-schwäbischen Landkreis Oberallgäu.

## Geographie
Der Weiler liegt circa 3,5 Kilometer nordöstlich des Hauptorts Weitnau. Durch den Ort verläuft die Bundesstraße 12.

## Ortsname
Der Ortsname stammt vom mittelhochdeutschen Wort bühel für Hügel und bedeutet somit (Siedlung an/auf dem) Hügel.

## Geschichte
Bühl wurde erstmals urkundlich um das Jahr 1250 als Buhel Büchil in Zinslisten des Klosters Isny erwähnt.